# Prova de la duresa de Janka

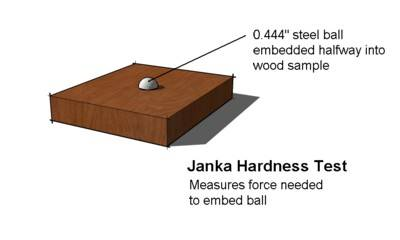
Prova de la duresa de Janka.

La prova de la duresa de la fusta de Janka (en anglès, Janka hardness test) mesura la resistència d'una mostra de fusta a fer-se bonys i desgastar-se. Mesura la força requerida per a incrustar-se en una bola d'acer d'11,28 mm (.444 in) de diàmetre. Aquest mètode deixa una indentació. Això permet determinar quines fustes són adequades per a usar-se per a fer parquets de terres.
Als Estats Units les unitats que s'empren en aquest mètode són les pounds-force (lbf). A Suècia s'usa kilograms-força (kgf). De vegades els resultats es tracten com unitat, per exemple, "660 Janka".
| Espècies (quan el nom comú és en anglès es mostra emprant ¤)                        | (pounds-force) | (pounds-force) |
| ----------------------------------------------------------------------------------- | -------------- | -------------- |
| Allocasuarina luehmannii                                                            | 5060           |                |
| Schinopsis brasiliensis, Quebracho, Barauna, Chamacoco                              | 4800           |                |
| Schinopsis balansae, Quebracho Colorado, Red Quebracho                              | 4570           |                |
| Lignum vitae, Guayacan, Pockenholz                                                  | 4500           |                |
| Anadenanthera colubrina var. cebil, Curupay, Angico Preto, Brazilian Tiger Mahogany | 3840           |                |
| Snakewood¤,Letterhout¤, Piratinera Guinensis¤                                       | 3800           |                |
| Brazilian Olivewood¤                                                                | 3700           |                |
| Brazilian Ebony¤                                                                    | 3692           |                |
| Ipê, Brazilian Walnut, Lapacho                                                      | 3684           |                |
| Baillonella toxisperma                                                              | 3680           |                |
| Grey Ironbark¤                                                                      | 3664           |                |
| Bolivian Cherry¤                                                                    | 3650           |                |
| Lapacho                                                                             | 3640           |                |
| Dipteryx odorata Cumaru¤, Brazilian Teak¤                                           | 3540           |                |
| Sucupira, Brazilian Chestnut¤, Tiete Chestnut¤                                      | 3417           |                |
| banús                                                                               | 3220           |                |
| Manilkara bidentata, Massaranduba, Brazilian Redwood¤, Paraju¤                      | 3190           |                |
| Pterogyne nitens                                                                    | 3040           |                |
| Pterogyne nitens, strand woven bamboo¤                                              | 3000           |                |
| Bloodwood¤                                                                          | 2900           |                |
| Eucalyptus resinifera, Syncarpia glomulifera                                        | 2697           |                |
| Live Oak                                                                            | 2680           |                |
| Southern Chestnut¤                                                                  | 2670           |                |
| Corymbia maculata                                                                   | 2473           |                |
| Brazilian Cherry¤, Jatoba                                                           | 2350           |                |
| Mesquite¤                                                                           | 2345           |                |
| Golden Teak                                                                         | 2330           |                |
| Guatambú, Kyrandy, Balfourodendron riedelianum                                      | 2240           |                |
| Santos Mahogany, Bocote, Cabreuva, Honduran Rosewood¤                               | 2200           |                |
| Pterocarpus macrocarpus                                                             | 2170           |                |
| Brazilian Koa¤                                                                      | 2160           |                |
| Lophostemon confertus                                                               | 2135           |                |
| Osage Orange ¤                                                                      | 2040           |                |
| Karri¤                                                                              | 2030           |                |
| Sydney Blue Gum¤                                                                    | 2023           |                |
| Bubinga                                                                             | 1980           |                |
| Cameron¤                                                                            | 1940           |                |
| Tallowwood¤                                                                         | 1933           |                |
| Merbau                                                                              | 1925           |                |
| Amendoim                                                                            | 1912           |                |
| Jarrah                                                                              | 1910           |                |
| Purpleheart¤                                                                        | 1860           |                |
| Goncalo Alves, Tigerwood¤                                                           | 1850           |                |
| Hickory¤, pecan¤, satinwood¤                                                        | 1820           |                |
| Afzelia, Doussie, Australian Wormy Chestnut¤                                        | 1810           |                |
| Shorea                                                                              | 1798           |                |
| Rosewood¤                                                                           | 1780           |                |
| African Padauk¤                                                                     | 1725           |                |
| Blackwood¤                                                                          | 1720           |                |
| Merbau                                                                              | 1712           |                |
| Kempas¤                                                                             | 1710           |                |
| Robinia pseudoacacia                                                                | 1700           |                |
| Highland Beech¤                                                                     | 1686           |                |
| Wenge¤, red pine¤, hornbeam¤                                                        | 1630           |                |
| Tualang                                                                             | 1624           |                |
| Zebrawood ¤                                                                         | 1575           |                |
| True Pine ¤, Timborana                                                              | 1570           |                |
| Peroba                                                                              | 1557           |                |
| Sapele¤, Sapelli¤, Kupa'y¤                                                          | 1510           |                |
| Curupixa                                                                            | 1490           |                |
| Sweet Birch¤                                                                        | 1470           |                |
| Hard maple ¤, Sugar Maple¤                                                          | 1450           |                |
| Caribbean Walnut¤                                                                   | 1390           |                |
| Kentucky coffeetree¤                                                                | 1390           |                |
| Natural Bamboo ¤ (representa una espècie)                                           | 1380           |                |
| Callitris                                                                           | 1375           |                |
| Quercus alba                                                                        | 1360           |                |
| Tasmanian oak ¤                                                                     | 1350           |                |
| Eucalyptus viminalis                                                                | 1349           |                |
| Fraxinus (White)                                                                    | 1320           |                |
| American Beech ¤                                                                    | 1300           |                |
| Quercus rubra (Northern)                                                            | 1290           |                |
| Caribbean Heart Pine¤                                                               | 1280           |                |
| Yellow Birch ¤, Iroko ¤                                                             | 1260           |                |
| Movingui                                                                            | 1230           |                |
| Heart pine ¤                                                                        | 1225           |                |
| Carapa guianensis, Brazilian Mesquite¤                                              | 1220           |                |
| Làrix                                                                               | 1200           |                |
| Bambú carbonitzat (representa one species)                                          | 1180           |                |
| Teak ¤                                                                              | 1155           |                |
| Cocobolo                                                                            | 1136           |                |
| Brazilian Eucalyptus ¤, Eucalyptus grandis                                          | 1125           |                |
| Quercus robur                                                                       | 1120           |                |
| Mimusops heckelii                                                                   | 1100           |                |
| Siberian Larch ¤                                                                    | 1100           |                |
| Juglans boliviana                                                                   | 1080           |                |
| Boreal                                                                              | 1023           |                |
| Black Walnut ¤, North American Walnut                                               | 1010           |                |
| Cherry ¤                                                                            | 995            |                |
| Prunus serotina, Phoebe porosa                                                      | 950            |                |
| Acer rubrum                                                                         | 950            |                |
| Detarium senegalense                                                                | 940            |                |
| Paper Birch ¤                                                                       | 910            |                |
| Eastern Red Cedar ¤                                                                 | 900            |                |
| Southern Yellow Pine ¤ (Longleaf)                                                   | 870            |                |
| Lacewood¤, Leopardwood¤, Flindersia                                                 | 840            |                |
| African Mahogany ¤                                                                  | 830            |                |
| Mahogany¤, Swietenia humilis                                                        | 800            |                |
| Araucaria angustifolia                                                              | 780            |                |
| Sycamore ¤                                                                          | 770            |                |
| Acer negundo                                                                        | 720            |                |
| Guibourtia ehie                                                                     | 710            |                |
| Pinus radiata                                                                       | 710            |                |
| Acer saccharinum                                                                    | 700            |                |
| Southern Yellow Pine ¤(Pinus taeda i Pinus echinata)                                | 690            |                |
| Avet de Douglas                                                                     | 660            |                |
| Juniperus occidentalis                                                              | 626            |                |
| Alnus rubra                                                                         | 590            |                |
| Larch¤                                                                              | 590            |                |
| Castanea                                                                            | 540            |                |
| Tsuga                                                                               | 500            |                |
| Pinus monticola                                                                     | 420            |                |
| Til·ler                                                                             | 410            |                |
| Pinus strobus                                                                       | 380            |                |
| Ochroma pyramidale                                                                  | 100            |                |
| Cavanillesia platanifolia                                                           | 22             |                |